# James C. Hendy Memorial Award
James C. Hendy Memorial Award je každoročně udělovaná trofej v severoamerické hokejové lize AHL komukoliv, kdo nejvíce přispěl lize AHL a jejímu rozvoji.

## Držitelé
| James C. Hendy Memorial Award - (rozvoj ligy AHL) |                             |                                |
| Sezóna                                            | Hráč                        | Tým                            |
| 2021–22                                           |                             |                                |
| 2020–21                                           | Melissa Caruso              | —                              |
| 2019–20                                           | Frank Miceli                | San Antonio Rampage            |
| 2018–19                                           | Nathan Costa                | Springfield Thunderbirds       |
| 2017–18                                           | Tim Gortsema                | Grand Rapids Griffins          |
| 2016–17                                           | Jim Brooks a Rob Brooks     | Lehigh Valley Phantoms         |
| 2015–16                                           | Tera Black                  | Charlotte Checkers             |
| 2014–15                                           | Vance Lederman              | Syracuse Crunch                |
| 2013–14                                           | Robert Esche Gordon Kaye    | Utica Comets Rockford IceHogs  |
| 2012–13                                           | Mike Gordon                 | Chicago Wolves                 |
| 2011–12                                           | Glenn Stanford              | St. John's IceCaps             |
| 2010–11                                           | Michael A. Mudd             | Worcester Sharks               |
| 2009–10                                           | Howard Dolgon               | Syracuse Crunch                |
| 2008–09                                           | Craig Heisinger             | Manitoba Moose                 |
| 2007–08                                           | Mark Bernard                | Norfolk Admirals               |
| 2006–07                                           | Jon Greenberg               | Milwaukee Admirals             |
| 2005–06                                           | Doug Yingst                 | Hershey Bears                  |
| 2004–05                                           | Mark Chipman                | Manitoba Moose                 |
| 2003–04                                           | Jeff Eisenberg              | Manchester Monarchs            |
| 2002–03                                           | Jeff Barrett                | Wilkes-Barre/Scranton Penguins |
| 2001–02                                           | Glenn Stanford              | St. John's Maple Leafs         |
| 2000–01                                           | Stew MacDonald              | Saint John Flames              |
| 1999–00                                           | Doug Yingst                 | Hershey Bears                  |
| 1998–99                                           | Jody Gage                   | Rochester Americans            |
| 1997–98                                           | Frank Miceli                | Philadelphia Phantoms          |
| 1996–97                                           | Jay Feaster                 | Hershey Bears                  |
| 1995–96                                           | Steve Donner                | Rochester Americans            |
| 1994–95                                           | Doug Burch                  | Albany River Rats              |
| 1993–94                                           | Tom Ebright                 | Portland Pirates               |
| 1992–93                                           | Robert W. Clarke            |                                |
| 1991–92                                           | Gordon Anziano a Pat Hickey |                                |
| 1990–91                                           | Frank Mathers               |                                |
| 1989–90                                           | David Andrews               |                                |
| 1988–89                                           | Bruce Landon                |                                |
| 1987–88                                           | Tom Mitchell                |                                |
| 1986–87                                           | Joel Schiavone              |                                |
| 1985–86                                           | George Guilbault            |                                |
| 1984–85                                           | John Haas                   |                                |
| 1983–84                                           | Jack A. Butterfield         |                                |
| 1982–83                                           | George Bergantz             |                                |
| 1981–82                                           | Roy Mlakar                  |                                |
| 1980–81                                           | Ed Anderson                 |                                |
| 1979–80                                           | Ned Harkness                |                                |
| 1978–79                                           | Harry Sinden                |                                |
| 1977–78                                           | Sam Pollock                 |                                |
| 1976–77                                           | Frank Mathers               |                                |
| 1975–76                                           | Macgregor Kilpatrick        |                                |
| 1974–75                                           | Fred T. Hunt                |                                |
| 1973–74                                           | Arthur Whiteman             |                                |
| 1972–73                                           | Richard F. Canning          |                                |
| 1971–72                                           | Robert W. Clarke            |                                |
| 1970–71                                           | Jack A. Butterfield         |                                |
| 1969–70                                           | Eddie Shore                 |                                |
| 1968–69                                           | Lloyd S. Blinco             |                                |
| 1967–68                                           | John B. Sollenberger †      |                                |
| 1966–67                                           | Louis A.R. Pieri †          |                                |
| 1965–66                                           | Jack Riley                  |                                |
| 1964–65                                           | Robert Martineau †          |                                |
| 1963–64                                           | James H. Ellery †           |                                |
| 1962–63                                           | C. Stafford Smythe          |                                |
| 1961–62                                           | James G. Balmer             |                                |

† oceněni in memoriam